# Stožice
Stóžice so ljubljansko naselje, nekdaj pa vas pri Ljubljani, ki danes spada v ljubljansko četrtno skupnost Posavje. 
Na južni strani naselja je speljana ljubljanska obvoznica, na severu naselje pri Tomačevem in hipodromu sega do desnega brega reke Save, na zahodu poteka Dunajska cesta, na vzhodu pa ga od Tomačevega ločuje Štajerska cesta-vpadnica. K Stožicam v širšem pomenu spada tudi Športni park Stóžice. Sestavljajo ga Stadion Stóžice, športna dvorana Arena Stóžice ter stožiški hipodrom. 
Središče naselja, ki danes počasi izgublja nekdanjo vaško podobo, je imelo jedro na območju Stoženske ulice ob cerkvi Svetega Jurija, ob kateri je eno izmed aktivnih ljubljanskih pokopališč. V bližini je bila locirana antična vila rustica. Končno postajališče javnega prevoza se nahaja na koncu Vojkove ceste, južno od obvoznice-hitre ceste, v ljubljanski soseski BS 3, včasih imenovani tudi Nove Stožice, kjer je urejeno obračališče mestnih avtobusnih linij št. 20 in 20Z, poleg tega pa se na Dunajski cesti v obe smeri nahaja avtobusno postajališče Stožice, na katerem ustavljajo avtobusi Ljubljanskega potniškega prometa s številkami 6, 8, 11 in 18.

## Izvor imena
Poimenovane so po številnih stogih ali kopah sena in žita, ki jih je bilo videti na travnikih pred vasjo, dokler jih niso nadomestili kozolci.

## Zgodovina
Blizu pokopališkega zidu pri cerkvi svetega Jurija so našli ostanke rimske stavbe in različne drobne ostanke (novce, posodo) iz Avgustove dobe. Nekateri trdijo, da je del pokopališkega zidu za cerkvijo ostanek rimskega obzidja, iz česar bi mogli sklepati da je bila tod manjša rimska vojaška posadka. Stožice se prvič omenjajo leta 1451. Stari ljudje v Posavju znajo povedati, da je bila v Stožicah že davno romarska cerkev sv. Sobote, pomembno zbirališče vernikov iz bližnje in daljne okolice. Sedanja cerkev v Stožicah je vsaj poznogotska in se prvič omenja leta 1526, potem je bila večkrat prezidana. Ni znano zakaj so romanje opustili – morda so ga protestanti zatrli in se kasneje ni obnovilo, morda pa zato ker so Posavci začeli hoditi na božjo pot k sv. Roku v Dravlje (16. avgusta) v zahvalo in zaobljubo, da je prenehala več let trajajoča kužna epidemija, ki je Posavce močno prizadela. Cerkvi sv. Jurija v Stožicah (po besedah farnega kronista, neprimerno lepši od farne cerkve) se je spet povečal pomen, ko so okrog nje uredili, premestili  pokopališče (1787), ki je bilo do takrat pri farni cerkvi na Ježici. Župnijsko središče se je preselilo južneje, k novo zgrajeni cerkvi (arhitekt M. Mihelič), ki stoji blizu baze AMZ 
Stožice so bile pred zadnjo veliko vojno velika vas z novo nastajajočim naseljem v smeri proti Ljubljani, na obeh straneh takratne Tyrševe, kasneje Titove ceste, danes pa Dunajske ceste. V tem zgornjem delu Stožic je bila najbolj znana stara Urbančkova gostilna, kasneje je bila odprta gostilna pri Jančetu – Ramovžu s špecarijsko trgovino, neposredno pred vojno pa gostilna pri Gusteljnu Pečniku. Za Ramovžem je bil Sokolski dom. V tem zgornjem delu Stožic je bilo sedem kmetij in velika Buzzolinijeva hiša, znana pred prvo vojno in po njej kot salamfabrika, konfekcijska delavnica in tovarna gorčice. V tem delu je bila ob glavni cesti špecerijska trgovina Staneta Pečnika, Jerkova pekarna, zdravnik dr. Miro Jamšek in fotograf Lampič. Novo naselje na desni strani ceste proti Ljubljani so imenovali Čičkarija. 
Spodnji del Stožic pod ježo pa je bil prava kmečka vas z velikimi in srednjimi grunti.
11. aprila 1941 je Stožice zasedla italijanska vojska. Lokalno prebivalstvo je pričelo ustanavljati odbore OF. 30. Novembra 1941 sta bila po izdaji dveh domačinov aretirana dva člana OF, Lojze Trtnik in Vinko Snoj. Po mučenju in pretepanju, ki so ju izvajali italijanski karibinjeri, je Lojze Trtnik umrl, Vinko Snoj pa postal težki invalid. Po vojni je prejel za svoje zasluge partizansko spomenico, red bratstva in enotnosti, medalje za hrabrost, zasluge za narod in red dela III.
Demografija
Leta 1787 Stožice – 26 hiš – 176 prebivalcev. Leta 1936 je bilo v Stožicah 139 volivcev, od tega 82 delavcev, med katere so šteli tudi kmečke hlapce in male obrtnike. Kmetov je bilo 32. Delavcev je bilo na skupno število volivcev skoraj 59 odstotkov.
Grobnica padlih v NOB - Takoj po osvoboditvi leta 1945 so svojci padlih partizanov in drugih žrtev NOB z Ježice ustanovili odbor za prevoz padlih borcev. Odbor, ki mu je predsedoval Otmar Kolenc iz Stožic, se je lotil tudi gradnje skupne grobnice za prekopane borce. Odbor je že 4. novembra organiziral pogreb 12 padlih borcev, katerih posmrtne ostanke so pokopali na Dolenjskem in Gorenjskem ter jih pripeljali v Stožice. Idejno zasnovo za celotno partizansko pokopališče s partizansko grobnico kot spomenikom NOB  je napravil ing. arhitekt Ivo Spinčič iz Bežigrada. Gradbena dela za grobnico je prevzel zidarski mojster Ivan Erjavec z Ježice. Oktobra 1946 je odbor organiziral svečan prenos krst iz začasnih grobnic in jih položil v novozgrajeno grobnico. Tedaj so v novo grobnico poleg 12 položili k počitku še osem prekopanih borcev, domačinov in štiri neznane borce 29. Hercegovske divizije, ki so po osvoboditvi umrli v Savljah, kjer je bila začasna vojaška bolnišnica v tovarni Tonosa. Temeljni kamen za spomenik – obelisk so položili leta 1948, vse pa je bilo zgrajeno leta 1950. Tedaj je odbor za prevoz padlih borcev celotni objekt predal odboru krajevnega združenja borcev NOB Danile Kumar, ta pa je imenoval pododbor, ki je prevzel celotno skrb za vzdrževanje grobnice.
Cerkev svetega Jurija s pokopališčem - Cerkev iz 15. stol., s pravokotnim prezbiterijem in baročnim zvonikom. V 80. letih 20. stol. preurejena (F. Kvaternik). Rezbarjeni oltarji A. Jelovška in A. Rovška. Pokopališče (1797) s križem, spomenikom 1. svetovne vojne in starimi nagrobniki.
Hiša Dunajska 175 (ne obstaja več) - Pritlična hiša, nekdaj trgovina je imela prizidan dvoriščni trakt. Vzdolžna pet osna fasada z vhodom in mansardo nad njim v centralni osi. Pravokoten, kamnit portal z letnico 1881. Streha je dvokapna s čopi. Hiša je porušena. Na mesu kjer je stala so zgradili manjše stanovanjske bloke.
Hipodrom Stožice - na njem so Ljubljančani 17. maja 1997 organizirali srečanje s papežem Janezom Pavlom II. To je bilo največje zborovanje ljudi po osamosvojitvi Slovenije.
Arena Stožice – Košarkarska dvorana zgrajena leta 2010, v kateri je potekalo evropsko košarkarsko prvenstvo.
Stadion Stožice – Nogometni stadion, zgrajen leta 2010, ki je največji v Sloveniji. 

## Bližnja okolica
V neposredni bližini Stožic se nahajajo:
- Hipodrom Stožice,
- Postaja konjeniške policije Ljubljana,
- Športni park Stožice z areno in stadionom,
- največje krožišče v državi,
- soseska Nove Stožice,
- stavba Svetovnega trgovinskega centra ...
- Četrtna skupnost Posavje